# Динамо (Хохеншонхаузен)
СК «Дина́мо Хохеншонхаузен» (нім. Sportgemeinschaft Dynamo Hohenschönhausen) — колишній східнонімецький футбольний клуб зі Східного Берліна, заснований 1952 року та розформований 1966 року. Виступав у Футбольній лізі НДР. Домашні матчі приймав на стадіоні «Спортфорум Хоеншонхаузен», потужністю 10 000 глядачів.